# Gmina Edna (Iowa)

Położenie Gminy Edna w hrabstwie Cass

Gmina Edna (ang. Edna Township) – gmina w USA, w stanie Iowa, w hrabstwie Cass. Według danych z 2000 roku gmina miała 140 mieszkańców.